# 普什图尼斯坦
普什图尼斯坦（羅馬化：Pakhtunistan），又译巴克同尼斯坦、普什图斯坦，是指普什图族人居住的地方，位于巴基斯坦西北部和阿富汗东南部。
英属印度时期，英国人多次发动征服阿富汗的战争，均遭遇普什图人的顽强抵抗，致使英国人畏惧这个民族。1893年，通过划定杜兰德线强行将普什图人聚居区一分为二，一半位于当时的英属印度境内，另一半位于阿富汗境内。巴基斯坦独立继承了英属印度的这一地区，英属印度境内的普什图人居住区成为了今巴基斯坦区域。由于属于英属印度当局当时给阿富汗当局强行划定的区域，当时遭到阿富汗王国的不满，自此延续了巴阿领土争端问题，巴基斯坦也一直存在这一地区的普什图民族独立问题，阿富汗歷任政府將巴基斯坦的普什圖地區視為「普什圖斯坦」的一部分，特別是巴基斯坦未能掌握的聯邦直轄部落地區。

普什图尼斯坦旗帜

由于普什图族为阿富汗的第一大民族，巴基斯坦境内普什图独立问题实质上即巴阿的领土争议问题。一般认为普什图尼斯坦即指巴基斯坦境内普什图族人的居住区，即英国人强行划出的阿富汗地区。普什图民族主义者将普什图尼斯坦概定为巴基斯坦西部全境，自北部的西北边境省奇特拉尔县向西南延伸至俾路支省锡比县，国际上常包括民族杂居的俾路支省。巴基斯坦境内巴普什图族聚居的地区有西北边境省、联邦直辖部落地区、旁遮普省缅瓦利县和俾路支省北部。巴普什图地区主要语言为普什图语。

## 當地居民

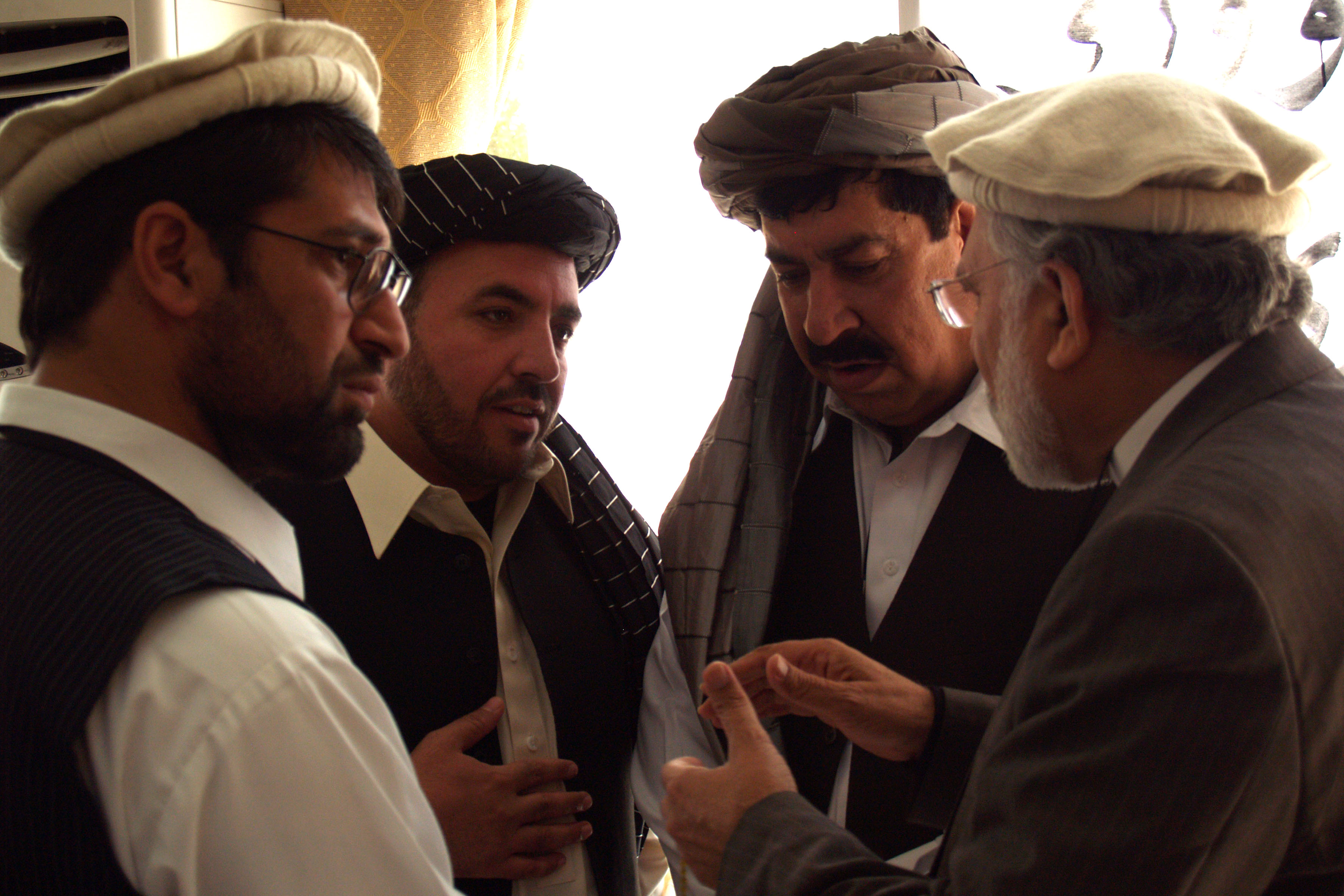
2009年阿富汗省長在賈拉拉巴德討論阿富汗的安全和重建

普什图尼斯坦的本地或土著人民是普什圖人。他們在阿富汗是最大的民族，并且在巴基斯坦是第二大的民族。普什圖人主要集中在阿富汗南部和東部，但少數群體也存在該國北部和西部地區。在巴基斯坦，他們都集中在西部和西北部，主要聚居在開伯爾－普赫圖赫瓦省（原名為西北邊境省〔NWFP〕）。不少普什圖人也居住在巴基斯坦之卡拉奇城市，然而相當數量的普什圖人住在拉瓦爾品第、伊斯蘭堡、拉合爾、錫亞爾科特以及信德省的海德拉巴。在劃定的普什图尼斯坦地區所講的主要語言是普什圖語，其他語言有俾路支語、欣德科語及烏爾都語。
普什圖人遵守「普什图瓦里」，就是普什圖人的土著文化规矩，是保持普什图尼斯坦文化的因素之一。虽然普什圖人被政治上的杜蘭線分为巴基斯坦和阿富汗，許多在聯邦直轄部落地區的普什圖族和阿富汗相鄰的地區往往会忽略邊界，交叉來回相對容易，所以往往会过邊界去參加婚禮、家庭功能，或者「支爾格大會」（聯合部落委員會）。
普什圖族佔阿富汗人口的42－60%。在鄰國巴基斯坦，他們構成了巴基斯坦人口的15.42%。截至1998年，在巴基斯坦的開伯爾－普赫圖赫瓦省，普什圖族構成当地人口的73%以上。
曾經有普什圖領導人說過：「我是普什圖人，擁有2500年的文化和語言，2000年的印度文明，1500年的穆斯林宗教，還有當了50年的巴基斯坦人」，表示普什圖人的民族認同高於伊斯蘭。

## 延伸阅读
- Ahmed, Feroz (1998) Ethnicity and politics in Pakistan. Karachi: Oxford University Press.
- Ahmad, M.(1989) Pukhtunkhwa Kiyun Nahin by Mubarak Chagharzai. pp. 138–139.
- Amin, Tahir (1988) -National Language Movements of Pakistan. Islamabad Institute of Policy Studies.
- Buzan, Barry  and Rizvi, Gowher (1986), South Asian Insecurity and the Great Powers, London: Macmillan. p. 73.
- Fürstenberg, Kai (2012) Waziristan: Solutions for a Troubled Region in Spotlight South Asia, No. 1, ISSN 2195-2787 (https://web.archive.org/web/20150907205431/http://www.apsa.info/wp-content/uploads/2012/10/SSA-1.pdf)
- Caroe, Olaf (1983) The Pathans, with an Epilogue on Russia. Oxford University Press. pp. 464–465.